# 이란-이스라엘 대리전
이란-이스라엘 대리전은 이란과 이스라엘 사이에 현재 진행 중인 일련의 대리 분쟁이다. 두 나라는 직간접적으로 충돌해왔는데, 대리 분쟁을 통한 간접적인 충돌도 지속적으로 일으켜왔다. 특히 이란은 반이스라엘 전선을 구축하고, 반이스라엘 단체에 대한 군사적 지원과 경제적 지원을 하고 있다. 과거에 두 국가 모두 미국의 우방국이고, 두 나라 간 관계도 우호적이었으나, 1979년 이란 혁명 이후 이란과 이스라엘의 관계는 급속히 악화되었다. 1985년부터 2000년까지 이어진 남레바논 분쟁에서 이란이 이스라엘과 적대 관계에 있는 헤즈볼라를 지원하며 이스라엘에 대한 대리 개입이 시작되었다.

### 레바논 전쟁
2006년 레바논 전쟁에서 이란은 헤즈볼라를 활발히 지원했다. 특히 이란의 이슬람 혁명 수비대가 헤즈볼라에 중화기와 대전차 미사일을 제공하였으며, 일부 전투에도 참전하여 헤즈볼라에 대한 군사적 지원을 감행하였다.

### 가자-이스라엘 분쟁
한편 2006년부터 가자 지구에서 가자-이스라엘 분쟁이 발생하자 이란은 하마스와 팔레스타인 이슬람 지하드 등 반이스라엘 무장단체를 지원하였다. 한편 이스라엘은 이란의 핵개발을 저지하기 위해 이란 내의 여러 반정부 무장단체들을 지원하기 시작하였고, 이란과 갈등을 빚는 미국이나 사우디아라비아와의 협력관계를 강화했다. 

### 시리아 내전
2018년 시리아 내전 중에는 이란이 시리아 정부를 지원하며 이스라엘과 대리 전쟁을 벌였다.

## 같이 보기
- 사우디아라비아-이란 대리 분쟁
- 이란-이스라엘 관계
- 이스라엘-레바논 분쟁
- 가자-이스라엘 분쟁